# Villiers-Saint-Orien
Villiers-Saint-Orien ist eine französische Gemeinde mit 162 Einwohnern (Stand: 1. Januar 2022) im Département Eure-et-Loir in der Region Centre-Val de Loire; sie gehört zum Arrondissement Châteaudun und zum Kanton Châteaudun.

## Geographie
Villiers-Saint-Orien liegt etwa 13 Kilometer ostnordöstlich des Stadtzentrums von Châteaudun. Umgeben wird Villiers-Saint-Orien von den Nachbargemeinden Dancy im Nordwesten und Norden, Bullainville im Norden und Nordosten, Sancheville im Nordosten, Courbehaye im Nordosten und Osten, Nottonville im Osten und Süden sowie Conie-Molitard im Südwesten und Westen.

## Bevölkerungsentwicklung
| Jahr                       | 1962 | 1968 | 1975 | 1982 | 1990 | 1999 | 2006 | 2013 | 2020 |
| Einwohner                  | 255  | 213  | 204  | 173  | 157  | 156  | 174  | 165  | 163  |
| Quellen: Cassini und INSEE |      |      |      |      |      |      |      |      |      |

## Sehenswürdigkeiten

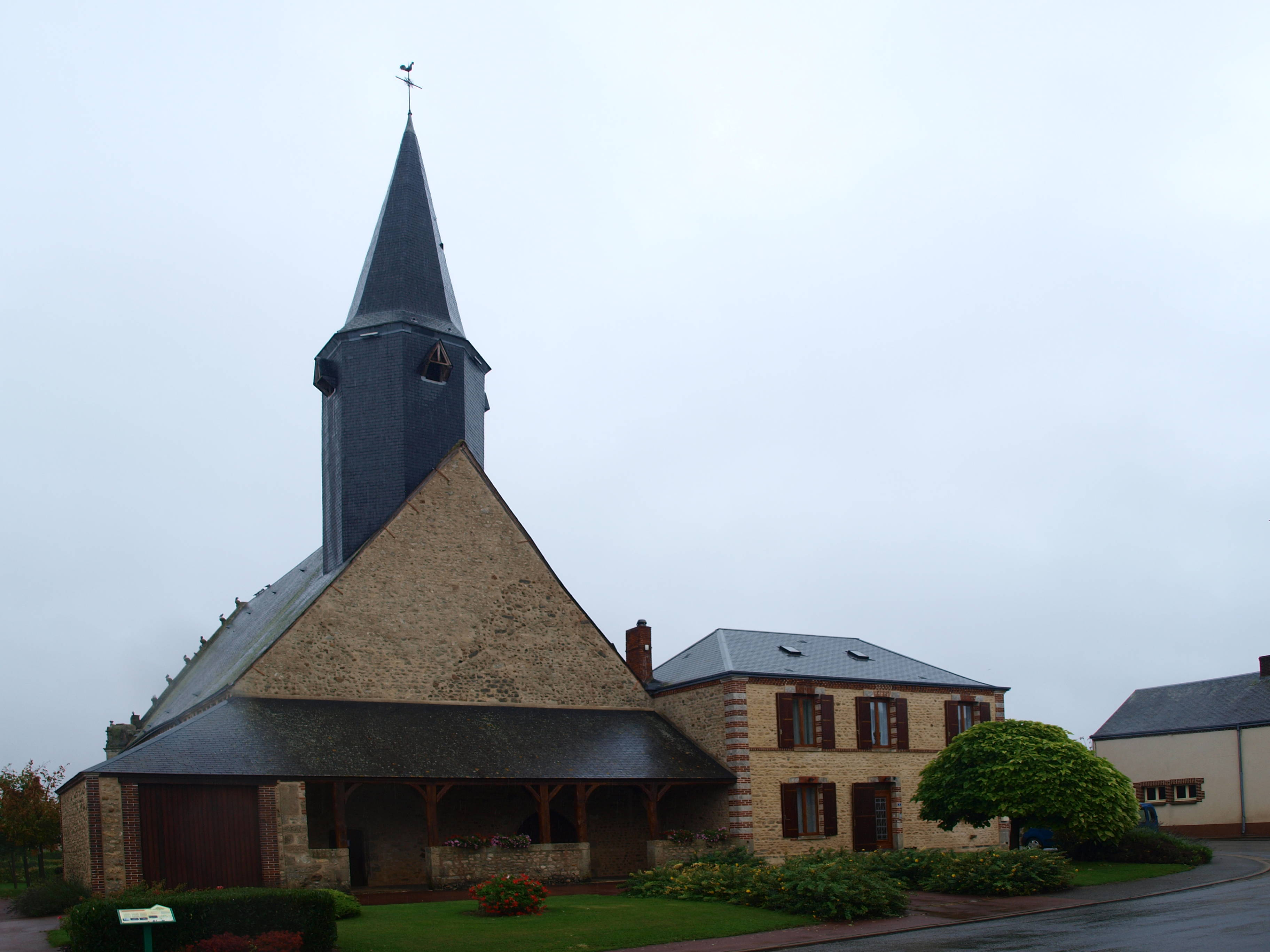
Kirche Sainte-Christine
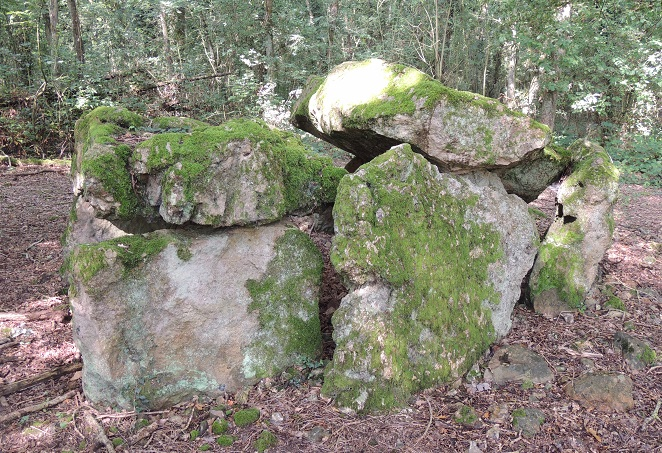
Dolmer Puits aux ladres
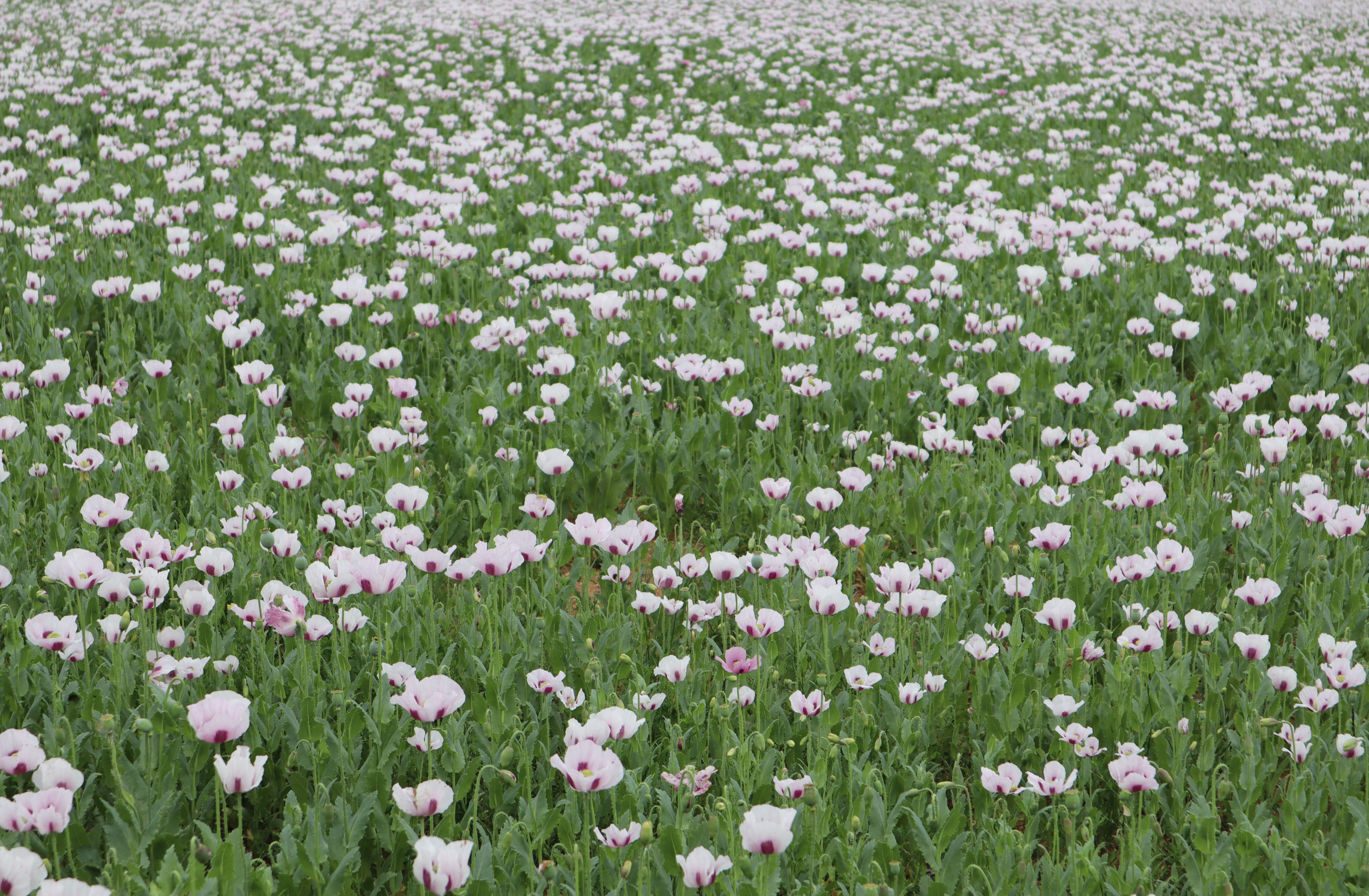
Wiese mit weißem Mohn

- Kirche Sainte-Christine
- Dolmer Puits aux ladres
- Wiese mit weißem Mohn